# Ягільниця I (гміна)
Гміна Ягільниця І — сільська гміна у Чортківському повіті Тернопільського воєводства Другої Речі Посполитої. Адміністративним центром гміни було село Ягільниця.
Гміна утворена 1 серпня 1934 року в рамках нового закону про самоврядування (23 березня 1933 року) на основі містечка Ягільниця.
Площа гміни — 7,68 км²
Кількість житлових будинків — 588
Кількість мешканців — 2795